# سيرج باولس
سيرج باولس (بالفرنسية: Serge Pauwels)‏ ولد بتاريخ 21 نوفمبر 1983 في بلجيكا، هو دراج بلجيكي سابق في صنف سباق الدراجات على الطريق.

## سباقات أو مراحل فاز بها
| التاريخ       | السباق                         | المركز                                              |
| ------------- | ------------------------------ | --------------------------------------------------- |
| 21 يناير 2007 | داون أندر 2007                 |                                                     |
| 11 أغسطس 2012 | طواف أين 2012                  | التاسع في التصنيف العام                             |
| 16 يونيو 2013 | طواف سويسرا 2013               | السابع في تصنيف الجبال                              |
| 03 مايو 2015  | طواف تركيا 2015                | الخامس في التصنيف العام                             |
| 26 يوليو 2015 | سباق طواف فرنسا 2015           | العاشر في تصنيف الجبال، المرتبة 13 في التصنيف العام |
| 28 يوليو 2015 | 2015 Natourcriterium Roeselare |                                                     |
| 16 أغسطس 2015 | رايد لندن 2011                 | الثاني في التصنيف العام                             |
| 09 أبريل 2016 | طواف إقليم الباسك 2016         | المرتبة 19 في التصنيف العام                         |
| 01 مايو 2016  | طواف يوركشاير 2016             | التاسع في التصنيف العام                             |
| 24 يوليو 2016 | طواف فرنسا 2016                | السادس في تصنيف الجبال                              |
| 30 أبريل 2017 | طواف يوركشاير 2017             | الفائز في التصنيف العام                             |

## روابط خارجية
- سيرج باولس على موقع الاتحاد الدولي للدراجات (الإنجليزية)
- سيرج باولس على موقع أرشيف الدراجات (الإنجليزية)
- سيرج باولس على موقع إحصائيات الدراجات الإحترافية (الإنجليزية)
- سيرج باولس على موقع نسبة الدراجات (الإنجليزية)
- سيرج باولس على موقع CycleBase (الإنجليزية)
- سيرج باولس على موقع أوليمبيديا (الإنجليزية)